# Meuterei im Morgengrauen
Meuterei im Morgengrauen ist ein US-amerikanischer Gefängnisfilm aus dem Jahr 1951 von Crane Wilbur mit Steve Cochran und David Brian in den Hauptrollen. Der Film wurde von Warner Bros. produziert.

## Handlung
In der ersten Hälfte des 20. Jahrhunderts gehört das Folsom Prison zu Kaliforniens Hochsicherheitsgefängnissen. Für den erfahrenen Wärter Rickey sind miserable Lebensumstände und hartes und brutales Vorgehen die einzigen Methoden, unter den Gefangenen für Ordnung zu sorgen. An einem Sonntag unternehmen mehrere Häftlinge, entgegen dem Rat von Chuck Daniels, einen Ausbruchsversuch. Rickey und seine Männer können dies verhindern, jedoch kommen in dem Chaos zwei Wärter und mehrere Gefangene ums Leben. Die Überlebenden sehen sich harten Bestrafungen ausgesetzt. 
Jim Frazier, Reporter bei der Sacramento Press, erfährt von einem Häftling, der von den Wärtern ins Koma geprügelt wurde. 
Die Gefängnisverwaltung setzt auf Grund der Probleme und auch der Öffentlichkeitsarbeit den Strafrechtler Mark Benson als Leiter der Wachmannschaft des Folsom Prison ein. Auf dem Weg zu seiner neuen Dienststelle lernt Mark Jane Pardue kennen, deren Mann Red auf Bewährung aus der Haft entlassen werden soll. Mark wird von Rickey und dessen Stellvertreter Sergeant Hart durchs Gefängnis geführt. Mark ist sich der kriminellen Energie der Insassen bewusst, die jedoch an den unmenschlichen Bedingungen wie verdorbenem Essen und sinnlosen Regularien leiden. Als Mark erklärt, einige Dinge ändern zu wollen, lässt ihn Rickey gewähren, der glaubt, dass Mark mit seinem schwachen, psychologischen Vorgehen scheitern wird. Mark ordnet die Säuberung der Zellen und Arbeitsstätten an und sorgt für angemessenes Essen, das der zum Gefängnis gehörende Bauernhof liefern soll. Den Gefangenen wird gestattet, sich während des Essens zu unterhalten. Er verbietet das Schlagen der Häftlinge, zudem sollen die teilweise ungelernten Wärter sauber zum Dienst erscheinen und sich professionell verhalten. Um Häftlingen, die auf Bewährung entlassen werden, zu helfen, bietet er Unterstützung bei der Arbeitssuche an.
Red Pardue arbeitet als Sprengstoffexperte im Steinbruch des Gefängnisses. Mit einem der Wärter soll er in der Stadt Vorräte einkaufen. Noch vor Durchfahrt des Gefängnistores bemerkt Red, dass sich der Gefangene Nick Ferretti im Auto versteckt hat. Red befürchtet, dass er für Ferrettis Entkommen verantwortlich gemacht wird und alarmiert heimlich die Wärter, die Ferretti festnehmen und in Einzelhaft sperren. Mark will Red zu seinem Schutz in einem anderen Zellenblock unterbringen, doch Rickey weigert sich. Der besorgte Red vertraut sich seinem Zellenkameraden Chuck an, der ihm keinen Vorwurf macht, da Red andererseits im Falle von Ferrettis erfolgreicher Flucht als Komplize angesehen wird und damit seine Bewährung gefährdet. Allerdings macht sich Chuck Sorgen, dass die anderen Gefangenen von Reds „Verrat“ erfahren. In der Zwischenzeit hat Ferretti erfahren, dass er wegen Reds Alarm in Einzelhaft sitzt. Er kann seinen Zellennachbarn Tinker erpressen, für ihn Rache an Red zu nehmen. 
Am Tag vor seiner Entlassung wird Red bei einer Explosion im Steinbruch getötet. Chuck hegt den Verdacht, dass der Unfall absichtlich herbeigeführt wurde. Mark erklärt Jane Pardue den Hintergrund von Reds Tod. Er macht Rickey für Reds Tod verantwortlich, weil der sich weigerte, etwas für Reds Schutz zu tun. Im Gegenzug nimmt Rickey alle Reformen von Mark zurück. Wieder wird das Leben für die Häftlinge zur Hölle. Chuck hat in der Zwischenzeit heimlich Portionen von Sprengstoff zur Seite schaffen können. Mit anderen Häftlingen plant er einen Ausbruch. Er nimmt Sergeant Hart und einen weiteren Wärter als Geisel und fordert die Freilassung für sich und seine Kameraden. Rickey legt Häftlingskleidung an und gelangt in den Zellenblock. Dort eröffnet er das Feuer, wird aber selber mit Harts Waffe erschossen. Es kommt zu einem Schusswechsel zwischen Ausbrechern und Wärtern, bis Mark das Kommando übernimmt und die Nationalgarde anfordert. Er lässt den Strom abschalten und gibt Chuck fünf Minuten zur Aufgabe. Chuck lässt Hart und den Wärter frei und schickt bis auf Tinker und Ferretti alle anderen Häftlinge hinaus. Tinker ahnt, dass Chuck Reds Tod rächen will und ergreift eine liegen gelassene Waffe. Eine der Kugeln trifft den Sprengstoff, dessen Explosion alle im Zellblock verbliebenen Personen tötet. 
In den folgenden Jahren werden, mit Männern wie Mark in der Verantwortung, die Gefängnisse und die Rehabilitierungsprogramme modernisiert.

## Produktion

### Hintergrund
Gedreht wurde der Film Ende Oktober bis Mitte Dezember 1950 im Folsom State Prison, auf der Warner Ranch in Calabasas, in Sacramento sowie in den Warner-Studios in Burbank.
Zu Beginn und am Ende des Films "erzählt" das Gefängnis von den Geschehnissen und den Folgen. Der Sprecher war Charlie Lunge.
Crane Wilbur übernahm die Regie von Felix E. Feist. Für die Dreharbeiten im Gefängnis wurden spezielle Vorkehrungen getroffen. Von den über 100 Crewmitgliedern wurden Fahndungsfotos angefertigt. Da Gefangene nicht gefilmt werden durften, wurden Gefängniswärter in Häftlingskleidung gesteckt und als Komparsen gefilmt. Einige Zellen wurden von der Filmcrew als Pausenräume benutzt.
In einem Interview gab der Countrysänger Johnny Cash bekannt, dass sein Song Folsom Prison Blues durch den Film inspiriert wurde, den er während seiner Dienstzeit in der US Air Force gesehen hatte, als er in Deutschland in Landsberg am Lech stationiert war.

### Besetzung
In kleinen nicht im Abspann erwähnten Nebenrollen traten Mari Aldon, Jan Arvan, Richard Benedict, Margia Dean, Tom Dugan, Dorothy Hart als Jane Pardue, Tom Wilson und Sheb Wooley auf.

## Veröffentlichung
Die Premiere des Films fand am 18. Mai 1951 statt. In der Bundesrepublik Deutschland kam er am 29. August 1952 in die Kinos, in Österreich im Oktober 1952.

## Kritiken
Der Filmkritiken-Aggregator Rotten Tomatoes hat in einer Auswertung ein Publikumsergebnis von 20 Prozent positiver Bewertungen ermittelt.
Das Lexikon des internationalen Films schrieb: „Die Milieuschilderung des Strafvollzuges ist realistisch, die Handlung aber merklich konstruiert und allzu melodramatisch gehalten.“
Der Kritiker der The New York Times befand, der Film sei ein weiterer Gefängnisfilm, nicht zu unterscheiden von anderen uninspirierten Melodramen. Obwohl einige Szenen der Sache Spannung verleihen, sei der größte Teil des Films durchschnittlich und fantasielos. Zudem seien die Darstellerleistungen nie über dem Durchschnitt.
Der Kritiker des TV Guide hingegen fand den Film, trotz der typischen Gefängnisklischees, durch die ausgezeichnete Besetzung und der Fülle an Action als überdurchschnittlich.